# David Frost (diplomático)
David George Hamilton Frost, barón Frost, CMG (Derbyshire, 2 de febrero 1965) es un diplomático y político británico, par vitalicio conservador en la cámara de los Lores.
Fue el ministro de la Seguridad Nacional británico entre 2020 y diciembre de 2021. Lord Frost fue también el negociador jefe para la salida del Reino Unido de la Unión Europea por el mandato del primer ministro Boris Johnson.

## Biografía
Estudió Historia y Francés medieval en el St. John's College de Oxford se graduó en Máster de Artes (Oxon).
En agosto de 2020 le fue concedido el título de forma vitalicia del Lord Frost, de Allenton en Derbyshire.
Embajador del Reino Unido en Dinamarca (2006-2008), Frost después ocupado de varios cargos al FCO en Londres.
Frost dimitió en diciembre de 2021 por su descontento con el endurecimiento de las restricciones para frenar la variante ómicron y la subida de algunos impuestos.

## Distinciones honoríficas
- CMG (2006)
- Barón (2020)